# Francinaina Cirer i Carbonell
Francinaina Cirer i Carbonell (Sencelles, 1 de juny de 1781 - Sencelles, 27 de febrer de 1855) va ésser una religiosa mallorquina, també coneguda com sa tia Xiroia, i Francinaina de la Mare de Déu dels Dolors. L'Església Catòlica la venera com a beata.

## Biografia
De modesta família de conradors, Francinaina des de ben petita va sentir una forta convicció espiritual, fins al punt de seguir estrictament les tradicions religioses, de vegades fins i tot amagada dels seus pares. Ja a la joventut, es va dedicar al servici dels pobres i a l'ensenyament de la catequesi als més petits. Com a conseqüència de la negativa de son pare al desig de fer-se religiosa, Francinaina, desolada, va haver de fer-se càrrec de ca seva, arran de la mort de la seva mare.
A l'edat de 40 anys i mort son pare, Francinaina hereta les propietats familiars i decideix de cercar companyes per compartir ca seva, entre les quals troba Magdalena Cirer Bennàssar i Antonia Capó Amengual. En aquests temps la seva tasca va ser fer obres de caritat per als més pobres. El 1851, amb l'ajut del rector Joan Molinas, fundà la Casa de la Caritat, de la qual esdevingué mare superiora, i intensificà la feina pastoral.
El 1855 mor a ca na Clara i el 1899 se n'obrí el procés de beatificació, que en reconegué les virtuts heroiques. Després d'anys d'interrupcions, el 1989 el papa Joan Pau II beatificà sor Francinaina. És filla il·lustre de Sencelles i un carrer del poble en porta el nom.

## Veneració
La beata Francinaina Cirer i Carbonell es venera a tota Mallorca fruit de les actuacions miraculoses que se li atribueixen. La seva festivitat se celebra el 27 de febrer; celebrant-se a Sencelles, des de l'any 1969, una ofrena floral al monument que li és dedicat. El segon diumenge del mes de maig se celebra, des de l'any 1986, una romeria que parteix de la localitat mallorquina de Sa Casa Blanca fins a Sencelles. L'any 2005 va ser nomenada Filla Predilecta de l'illa de Mallorca per part del Consell de Mallorca. Des de l'any 2009 és patrona dels catequistes. El pilot de F1, Pedro Martínez de la Rosa, portava una imatge de Francinaina Cirer i Carbonell al seu casc durant les curses, ja que, segons ell, el protegia.

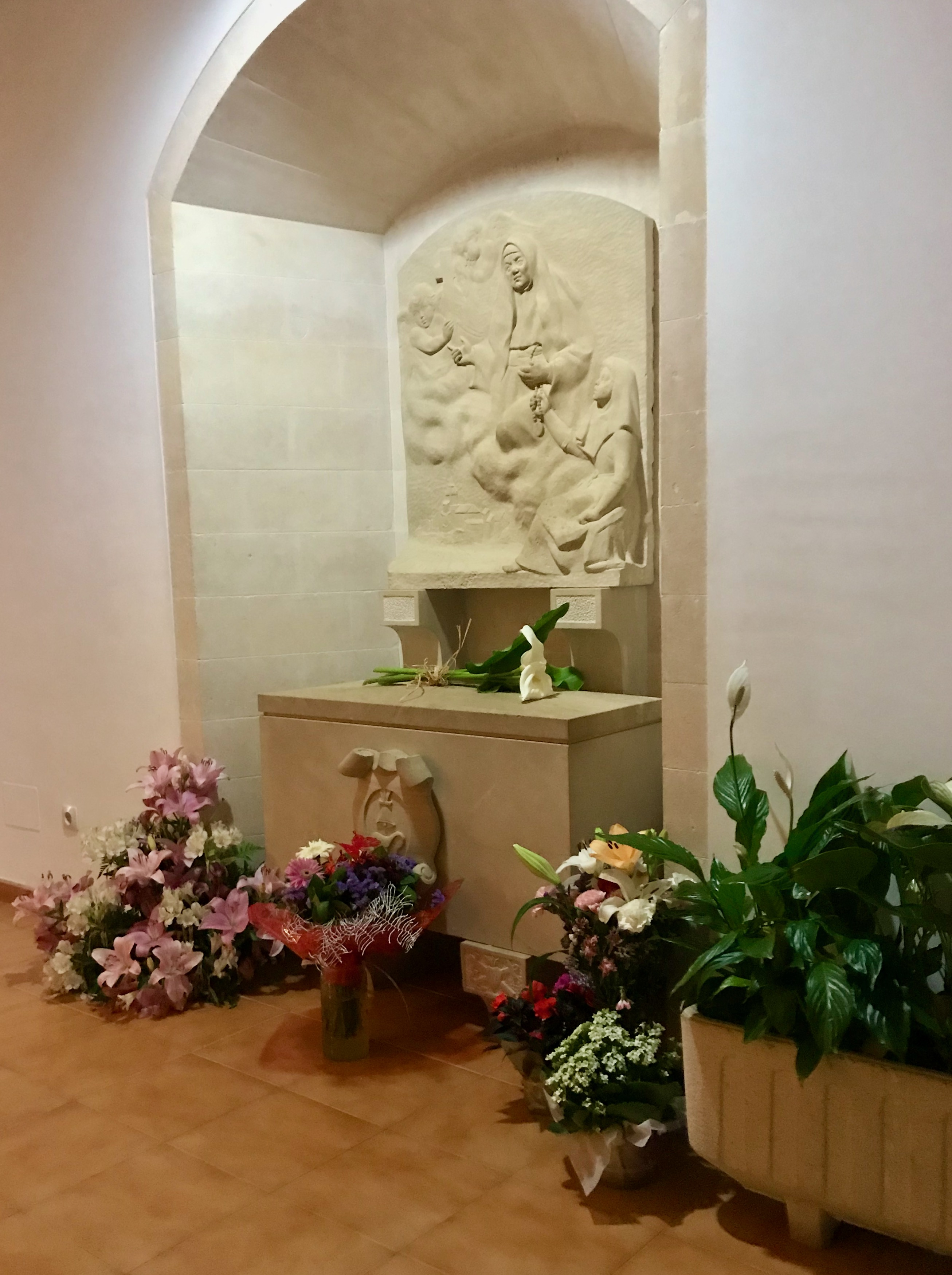
Urna funerària de Francinaina Cirer i Carbonell